# Galagania fragrantissima
Galagania fragrantissima là một loài thực vật có hoa trong họ Hoa tán. Loài này được Lipsky mô tả khoa học đầu tiên năm 1900.